# Улица Гейдекштрассе (Бийск)
Гейдек-штрассе — улица в Приобском районе города Бийска, проходящая с севера на юг от улицы Кутузова до заводоуправления производственного объединения «Сибприбормаш».

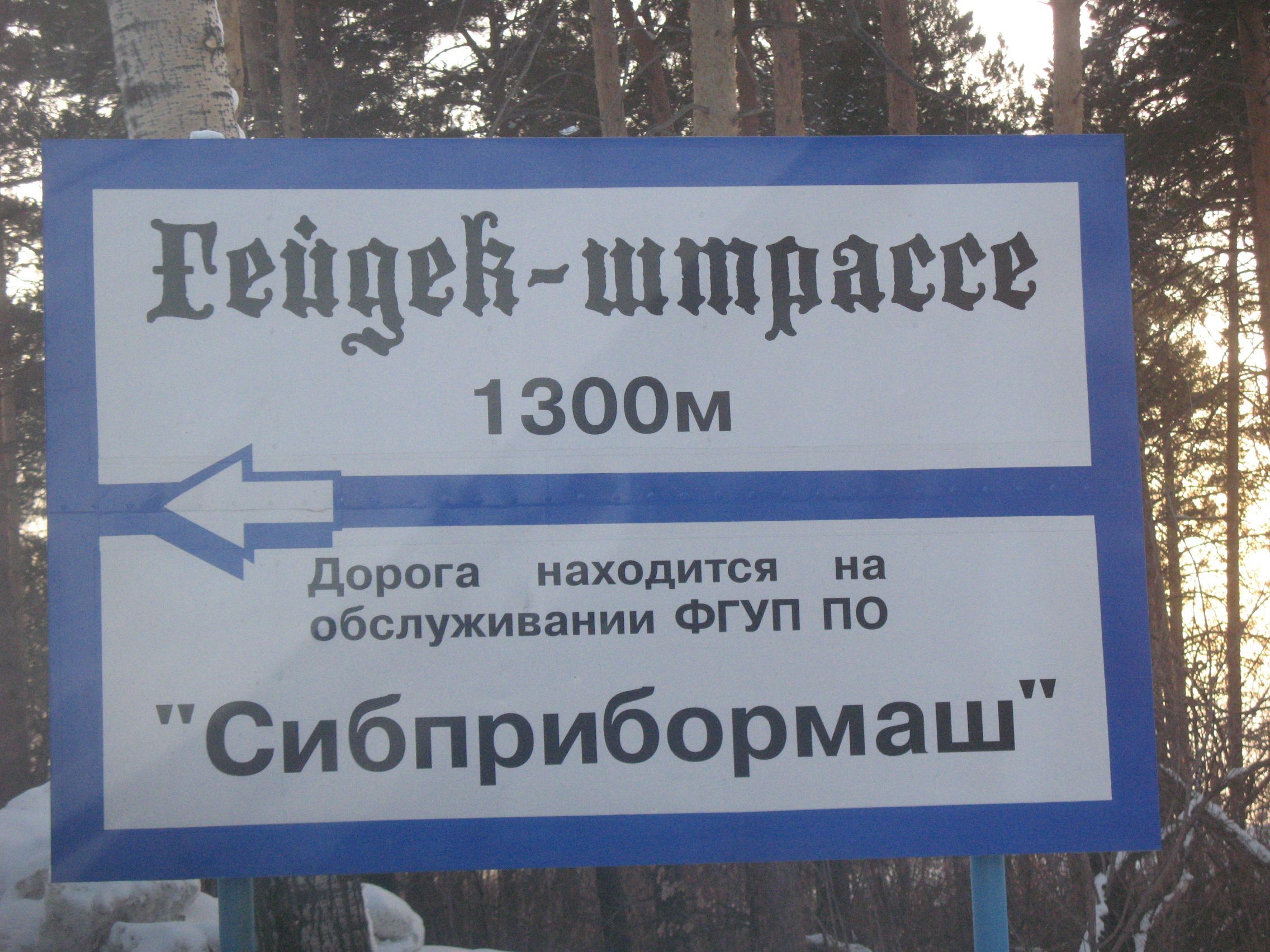
Плакат в начале улицы Гейдекштрассе напротив управления ФГУП ГПО "Сибприбормаш"

## История названия
Долгое время эта дорога в промышленной зоне города не имела официального названия. Шутливое прозвище «Гейдекштрассе» она получила от фамилии директора производственного объединения «Сибприбормаш» Героя Социалистического Труда Эдуарда Александровича Гейдека, так как дорога находилась на балансе предприятия, а Эдуард Александрович очень щепетильно относился к её состоянию.
После смерти Э. А. Гейдека в 2009 году руководство ПО «Сибприбормаш», разместив на здании управления вывеску «Гейдекштрассе 1», обратилось к городским властям с просьбой присвоить дороге официальное название «Гейдекштрассе», сославшись на то, что оно уже фактически вошло в обиход горожан, и на тот факт, что Э. А. Гейдек — почётный гражданин города Бийска. Просьба была удовлетворена, и сегодня дорога имеет официальное название «улица Гейдекштрассе».

## Особенности улицы
Улица Гейдекштрассе проходит между производственными площадками производственного объединения «Сибприбормаш» (расположенными к востоку от улицы) и производственными площадками Бийского химического комбината (в настоящее время АО «Полиэкс»). Связывает западную часть города, т.н. промзону, с основной территорией. Жилых домов на улице нет. 
На всем протяжении улицы проходит трамвайный путь.

## Архитектура
Так как улица целиком проходит в промзоне, граничащей с лесом, интересных архитектурных объектов на улице нет.

## Важные и интересные объекты
- Производственное объединение «Сибприбормаш»
- Памятник герою Отечественной войны 1812 года уроженцу Бийской крепости генералу Антону Антоновичу Скалону (установлен в 2011 году, находится на восточной стороне улицы).

Памятник Скалону в Бийске

## Пересекаемые улицы
- улица Кутузова
- Южная дорога БХК
- Северная дорога БХК

## Смежные улицы
- улица Лесная
- улица Социалистическая

## Источник
1. ↑  Тепляков С. С шапкой на «штрассе» // Известия: Сибирь, 18.06.2007